# Snart 18
Snart 18 (finska: Kohta 18) är en finländsk film med premiär 9 mars 2012. Filmen regisserades av Maarit Lalli efter ett manus av Lalli själv och hennes son Henrik Mäki-Tanila.
Filmen vann 2013 års Jussistatyett för bästa film, bästa regi och bästa manus.
Filmen klipptes om till en tv-serie i fyra delar som sändes i Yle den 26 februari 2014. Serien innefattar scener bortklippta från filmen samt ytterligare scener inspelade sommaren 2013. Huvudpersonerna i serien är samma ungdomar som i filmen.

## Handling
Fem pojkar från Helsingfors på väg in i vuxenlivet (Henrik Mäki-Tanila, Karim Al-Rifai, Anton Thompson Coon, Arttu Lähteenmäki och Ben Thompson Coon) tar sig an en ny, ansvarsfull fas i livet. Samtidigt har grabbarna en relation med flickvänner och föräldrar.

## Rollista
| Karim Al-Rifai       | – André         |
| Arttu Lähteenmäki    | – Akseli        |
| Henrik Mäki-Tanila   | – Karri         |
| Anton Thompson Coon  | – Pete          |
| Ben Thompson Coon    | – Joni          |
| Elina Knihtilä       | – Karris mamma  |
| Ilari Johansson      | – Akselis pappa |
| Niina Nurminen       | – Jonis mamma   |
| Mats Långbacka       | – Jonis styvfar |
| Mari Perankoski      | – Andrés mamma  |
| Hannu-Pekka Björkman | – Petes pappa   |
| Tarja Heinula        | – Petes mamma   |